# Oberbrunnern
Oberbrunnern ist ein Ort im Traun-Enns-Riedelland im Traunviertel von Oberösterreich wie auch – als Ortslage auch Ober- und Niederbrunnern oder nur Brunnern genannt – Katastralgemeinde der Gemeinde Sierning im Bezirk Steyr-Land.

## Geographie
Der Ort befindet sich etwa 8 Kilometer nordwestlich der Stadt Steyr, um die 4 km nördlich von Sierning.
Das Dorf Oberbrunnern liegt in der Eintalung des obersten Ipfbachs, im Ackerland der Traun-Enns-Platte auf um die 330 m ü. A. Höhe. Es liegt westlich der Sierninger Straße Siernighofen–Weichstetten (L565, hier Weichstettner Straße). Der Ort umfasst mit umliegenden Häusern etwa 30 Adressen mit an die 80 Einwohnern.
|                                | Matzelsdorf (Gem. Schiedlberg)              | Niederbrunnern |
| Droißendorf (Gem. Schiedlberg) | Kompassrose, die auf Nachbargemeinden zeigt | Rath           |
| Neidberg                       | Obergründberg                               |                |

Zur Katastralgemeinde Oberbrunnern mit 5 Hektar gehören auch östlich der L565 das Dorf Niederbrunnern mit dem Weiler Rath östlich. Dieses Gebiet bildet den Sierninger Gemeindeteil Ober- und Niederbrunnern (Ortschaft im Sinne der gemeindeeigenen Gliederung), auch Brunnern genannt.
|                                                    | Matzelsdorf (O u. KG, Gem. Schiedlberg)     | Schwarzenthal (O u. KG, Gem. Wolfern)                                                |
| Droißendorf (O, KG Droissendorf, Gem. Schiedlberg) | Kompassrose, die auf Nachbargemeinden zeigt | Losensteinleithen (KG, Gem. Wolfern) Oberwolfern (O) Unterwolfern (KG, Gem. Wolfern) |
|                                                    | Gründberg (GT u. KG)                        | Pachschallern (GT)                                                                   |

GT … Sierninger Gemeindeteile (Ortschaften der gemeindeeigenen Gliederung).

## Geschichte
Oberbrunnern ist ein Althof des 9. Jahrhunderts, in dem dieser Raum im südöstlichen Traunviertel und Steyrtal erschlossen wurde. Niederbrunnern dürfte noch älter sein.
Ober- und Niederbrunnern gehörten als Ortschaften zur Pfarre Sierning, und im Kaisertum Österreich zum Distriktskommissariat Sierning. Die Steuergemeinde kam mit Schaffung der Ortsgemeinden 1848/49 zur Gemeinde Thanstetten.
Nach dem Anschluss 1938 wurde ein Teil von Gründberg der Stadt Steyr angegliedert, Sierning erhielt als Ausgleich dafür per 1. Jänner 1939 Brunnern von Thanstetten, das später auf Schiedlberg umbenannt wurde.
Seit 2010 wird Oberbrunnern nicht mehr als statistische Ortschaft geführt, Ober- und Niederbrunnern bilden aber weiterhin einen eigenständigen Gemeindeteil.